# Gmina Gąsawa
Die Gmina Gąsawa ist eine Stadt-und-Land-Gemeinde (gmina miejsko-wiejska) im Powiat Żniński der Woiwodschaft Kujawien-Pommern in Polen. Ihr Sitz ist die gleichnamige Stadt (deutsch Gonsawa) mit etwa 1400 Einwohnern.

## Geschichte

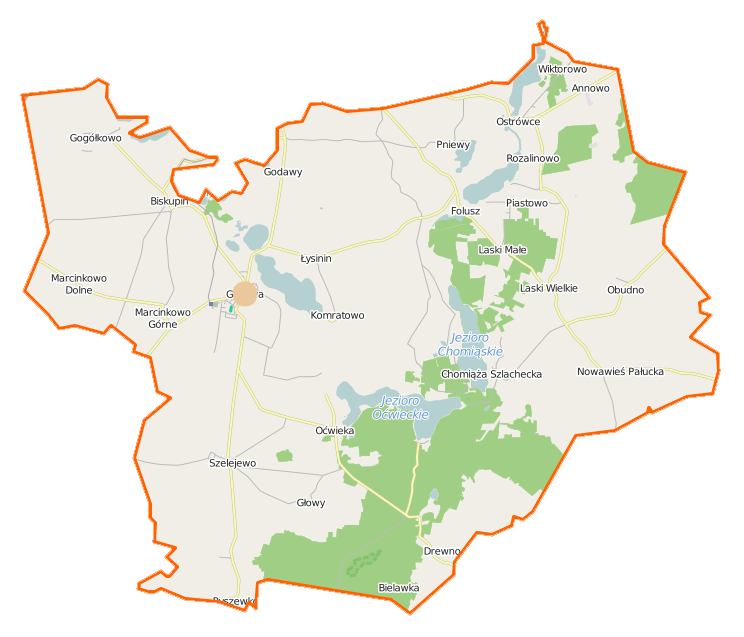
Karte der Landgemeinde

Im Jahr 1919 kam das Gemeindegebiet zum wiederentstandenen Polen. Der Hauptort verlor 1934 sein Stadtrecht. In der Besatzungszeit (1939–1945) des Zweiten Weltkriegs erhielt der Ort den Namen Gerlingen  (Wartheland). Noch vor Kriegsende kam das Gebiet wieder an Polen.
Von 1975 bis 1998 gehörte die Gemeinde zur Woiwodschaft Bydgoszcz. Zum 1. Januar 2024 erhielt Gąsawa wieder Stadtrecht, wodurch aus der gmina wiejska (Landgemeinde) eine gmina miejsko-wiejska wurde.

## Gliederung
Zur Stadt-Land-Gemeinde Gąsawa gehören 19 Dörfer (amtliche deutsche Namen bis 1945) mit einem Schulzenamt:
| - Annowo - Biskupin (1939–1945: Urstätt) - Chomiąża Szlachecka (1939–1945: Komsdorf) - Drewno (1939–1945: Dreben) - Gąsawa (Gonsawa, 1939–1945: Gerlingen) - Głowy (1939–1945: Martinshof) - Godawy (1939–1945: Nettelbeck) - Gogółkowo - Komratowo (1939–1945: Konrade) - Laski Wielkie (1939–1945: Friedrichswalde) | - Łysinin (1939–1945: Luisenhöhe) - Marcinkowo Górne (1939–1945: Martinsberg) - Nowa Wieś Pałucka (Nowawies, 1939–1945: Eitelsdorf) - Obudno (1939–1945: Bodenstein) - Oćwieka (1939–1945: Oschleben) - Piastowo (1939–1945: Plassen) - Pniewy - Ryszewko (1939–1945: Rommel) - Szelejewo (Schelejewo, 1939–1945: Borkendorf) |

Weitere Ortschaften der Gemeinde sind Laski Małe (1939–1945: Klein Laski), Marcinkowo Dolne (1939–1945: Niederhof), Ostrówce (1939–1945: Stillersee), Rozalinowo (1939–1945: Gartz) und Wiktorowo.

## Persönlichkeit
- Ferdinand von Kummer (1816–1900), preußischer General; geboren in Szelejewo.